# Dovzjansk (Ukraine)
Dovzhansk (ukrainsk: Довжанськ, oversat Dovzhansʹk), tidligere Sverdlovsk  (ukrainsk: Свердловськ, translit. Sverdlovs'k; russisk: Свердловск) er en by i Luhansk oblast (region) i det sydøstlige Ukraine på grænsen til Den Russiske Føderation. Byen fungerer som administrativt centrum i Sverdlovsk rajon (distrikt), byen selv er en by af regional betydning, tilhører ikke rajonen, og ligger ca. 80 km fra oblasthovedstaden, Luhansk. Den 12. maj 2016 blev den omdøbt til Dovzhansk  af den ukrainske regering som en del af afkommunisering. Byen kontrolleres af den selverklærede  Folkerepublikken Lugansk, og navneændringen er ikke blevet håndhævet. I 2021 havde byen  62.993 indbyggere.
Set fra de ukrainske myndigheders synspunkt tjener Sverdlovsk, som Dovzhansk, som administrativt centrum for Dovzhansk Raion.
De fleste af byens indbyggere arbejder i minedriftindustrien. Bykommunen omfatter også byen Tjervonopartyzansk (Voznesenivka), seks bylignende bebyggelser og flere mindre bebyggelser.
Byen fungerer som en international grænse mellem Ukraine og Rusland og har grænsekontrolpost i Tjervonopartyzansk.

## Demografi
Ved folketællingen i 2001  var byens etniske sammensætning som følger:
- Russere: 48.6%
- Ukrainere: 46%
- Andre: 2,4%
- Hviderussere: 1.2%